# Hans Blees
Pas d'image ? Cliquez ici
Hans Blees est un pilote automobile allemand né le 15 février 1920 à Düsseldorf (Allemagne) et décédé dans la même ville le 18 mars 1994. Il participe à une épreuve de Formule 1 hors-championnat en 1953 et s'est inscrit au Grand Prix automobile d'Allemagne 1953 avant de renoncer à le courir.

## Carrière
Hans participe tout d'abord au Internationales ADAC Eifelrennen sur le Nürburgring au volant d'un AFM 6 à moteur BMW où il termine dixième. Il s'inscrit ensuite à l'Avusrennen sur l'AVUS sur la même voiture et au Grand Prix automobile d'Allemagne 1953 mais renonce à y participer.

## Résultats en championnat du monde de Formule 1
| Saison | Écurie | Châssis                                | Moteur         | Pneus     | Grand Prix | Résultat    |
| ------ | ------ | -------------------------------------- | -------------- | --------- | ---------- | ----------- |
| 1953   | Privé  | Alex von Falkenhausen Motorenbau AFM 6 | BMW 6 en ligne | Englebert | Allemagne  | Non-partant |